# Ese ejja
Ese ejja är ett ursprungsfolk i det sydvästra Amazonområdet i Bolivia och Peru. De är även kända som ese eja, ese exa, ese’ejja, essejja, chama, soneñes, huarayo, tambopata-guarayo (ska inte förväxlas med guaranitalande guarayo i centrala Bolivia), baguaja, baguajairi eller tiatinagua. Uppgifter om hur många de är varierar. I Bolivia lever ca 7000 ese ejja i departementen Santa Cruz, Pando och Beni öster om Anderna längs floderna Beni och Madre de Dios. De flesta bor dock längre österut i provinsen Ñuflo de Chávez. I Peru bor ca 1400 ese ejja längs floderna Tambopata och Heath nära staden Puerto Maldonado. Namnet är hämtat från Ece'je som på det egna språket betyder "folk" eller "människor". Deras språk räknas till tacanospråken. 

## Historia
Ese ejja härstammar från guaranimigrerande folk från Paraguay. Vid tiden för den spanska erövringen levde ese ejja längre österut i Gran Chaco men migrerade längre väterut till området mellan Pilcomayofloden och Rio Grande. I det här området verkade jesuitmissionärer under 1700-talet men de hade ingen framgång hos ese ejja. Från dessa områden flyttade de vidare mot nordväst till de områden där de bor idag i gränsområdet mellan Bolivia och Peru. De hade rykte om sig att vara krigiska och det finns många historier fram till 1900-talets början om hur de anfallit och dödat angränsande folk, gummiarbetare, nybyggare och missionärer.  

## Undergrupper
I litteraturen brukar ese ejja delas in i tre olika grupper baserade på dialekter och de floder de bor vid. Dessa är  
- bahuajja (mer kända som tambopata) vid Tambopatafloden
- sonene vid Heathfloden
- manini vid Madidifloden

## Försörjning och levnadssätt
I historisk tid har de beskrivits som åkerbrukare men levde ett nomadiserande liv inom ett större område mellan sina olika odlingar. De odlade majs, sötpotatis, maniok, bönor, bomull och tobak. Enligt Nordenskiöld odlade de bananer och sockerrör och åkrarna var i början av 1900-talet små, ca 20x50 meter men det fanns även betydligt större. Under slutet av 1800-talet och i början av 1900-talet var det allt fler som övergav det traditionella livet och istället försörjde sig genom tillfälliga arbeten på sockerfabriker, jordbruks- och boskapsfarmer och missionsstationer. Fiske var viktigt och de fiskade med krokar av trä men även med pil och båge. Bytet från jakt och fiske var gemensam egendom, åtminstone vid större mängder. De hade hundar. 

### Boende
När Nordenskiöld besökte esa ejje vid Tambopatafloden bodde flera familjer tillsammans i en hydda. Hyddan var avlång och oval och var konstruerad genom att stammar av ett enormt strandgräs (gynerium saccharoides) var nedstucket i marken. Under senare delen av 1900-talet övergav de denna boendeform till förmån för den husform som deras bolivianska grannar använde. Dessa hus är rektangulära och konstruerade med väggar av bambu och tak av palmblad. 

### Materiell kultur
De använde kanoter vilket var naturligt då de levde vid stora floder. Ese ejja vid Tambopatafloden använde inte lerkärl i början av 1900-talet. Istället ångrostade de eller kokade sin mat i bamburör. De tillverkade också korgar. De hade inga mortlar och tillverkade inte heller något mjöl av den majs de odlade. De använde inte hängmattor vilket annars var vanligt bland ursprungsfolken i denna del av Sydamerika. Enligt Nordenskiöld fanns det inte heller någon tradition av att dricka jästa drycker eller att röka tobak. De vävde tyger av bomull och bultade barktyg.   

### Kläder och utsmyckning

Kvinna i basttygsskjorta vid Tambopatafloden 1904. Hon sitter vid Svenska expeditionens lägereld. Foto: Erland Nordenskiöld.

Männen gick klädda i en skjorta utan ärmar, tillverkad av bultad bast eller av bomull. Kvinnorna bar ett fyrkantigt tygstycke av samma material om höfterna och någon gång även ett över axlarna. När Nordenskiöld var vid Madidifloden 1914 var det många som börjat klä sig i europeiska kläder. Såväl män som kvinnor hade näsans skiljevägg genomborrad och hade där traditionellt en kläpp av pärlemor. Senare i tid hände det att denna byttes ut mot ett mynt. Även barnen hade fått näsans skiljevägg genomborrad. Ibland hade männen även hål i mungiporna, där de bar små träpluggar och vid festliga tillfällen fjädrar. Till deras prydnader hörde också pannband av papegojfjädrar. De målade armar, ben och ansikte röda, men de tatuerade sig inte.   

## Erland Nordenskiöld och ese ejja
Erland Nordenskiöld besökte ese ejja under sina expeditioner i början av 1900-talet under Svenska expeditionen 1904 då han var vid Tamboapatafloden på gränsen mellan Peru och Bolivia, och under expeditionen till Bolivia 1913-1914 då han var vid Madidifloden, en biflod till Benifloden. Under expeditionen 1913-1914 var hans fru Olga med. Nordenskiöld kallade ese ejja för "Tamboapata-guarayo" (själva kallar de sig för "baguaja" eller "baguajairi") i sina redogörelser för expeditionen 1904 men förklarade att beteckningen "guarayo" var problematisk och riskerade att förväxlas med andra folk. När han sedan skrev om sitt besök till Madidifloden 1914 använda han istället "chama" som han menade var det namn araonas (cavinas) använde. Chama var fortfarande fruktade av araonas. Trots att aranoas förstod ese ejjas språk eftersom de var besläktade ville de ogärna erkänna detta och de ville inte tjänstgöra som tolkar till Nordenskiöld. De skämdes för sitt släktskap. När han mötte ese ejja 1914 hade han svårt att förstå rädslan för dem eftersom han fann dem "förfallna och smutisiga".   
Från Tamboapatafloden finns ett fåtal fotografier från Världskulturmuseet och 95 föremål på Etnografiska museet, Stockholm och från Madidifloden finns 34 bilder och 130 föremål på Världskulturmuseet, Göteborg.  